# Octopoteuthis rugosa
Octopoteuthis rugosa är en bläckfiskart som beskrevs av Clarke 1980. Octopoteuthis rugosa ingår i släktet Octopoteuthis och familjen Octopoteuthidae. Inga underarter finns listade i Catalogue of Life.